# Alchemist (band)

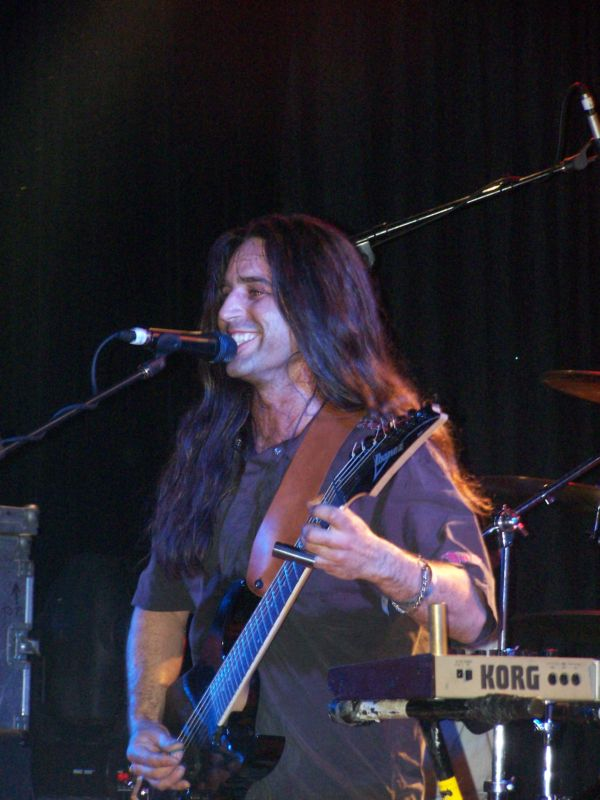
Adam Agius tijdens een liveoptreden van Alchemist

Alchemist was een Australische metalband die avant-gardemetal maakte. Alchemist was een van de bekendere Australische metalbands. De band werd opgericht in 1987 en is sinds 2010 niet meer actief.
Adam Agius richtte The Levitation Hex op in 2010 samen met Mark Palfreyman van de Melbourne-band Alarum. Ze brachten in augustus 2012 een gelijknamig album uit, waarin Agius sprak over het harde werken in een band en het uiteindelijke einde van Alchemist.
In 2013, net voor de geboorte van zijn eerste kind, startte Rodney Holder de podcast 'Music Business Facts', bedoeld om trucs van het vak te delen via interviews met succesvolle muzikanten en muziekprofessionals van over de hele wereld. Hij organiseerde ook een aantal webinars voor artiesten en online muziek- en productiecursussen met artiesten zoals Devin Townsend. Hij woont momenteel met zijn vrouw en twee kinderen in Brisbane.
Holder was in 1991 mede-organisator van het festival Metal For The Brain. Dit festival stopte in 2006 met bestaan.
Adam Agius is sinds 2020 lead-zanger van Pilots Of Baalbek waarmee hij tot op vandaag 2 platen mee uitbracht.

## Bezetting

### Huidige bandleden
- Adam Agius - Zanger / Gitarist / Toetsenist
- Roy Torkington - Gitarist
- John Bray - Bassist / Toetsenist
- Rodney Holder - Drummer

### Voormalige bandleden
- Murray Neill - Zanger
- Andrew Meredith - Gitarist
- James Preece - Bassist
- Scott Chivers - Bassist
- Andrew Hall - Drummer
- Nick Paddon-Row - Drummer
- Nick Wall - Samples

## Biografie

### 1987-1992
Alchemist werd in 1987 gesticht door Adam Agius (zanger/gitarist) als een deathmetalband. Ze brachten hetzelfde jaar een demo uit, getiteld Eternal Wedlock. Ze hadden een bijzonder rauwe stijl die begon te evolueren toen in 1989 nieuwe drummer Rodney Holder toegevoegd werd aan de line-up. Het jaar erna bracht de band, met Agius, Holder, Andrew Meredih (gitarist) en James Preece (bassist) in de line-up, een tweede demo uit. Deze toonde al de evolutie richting avant-gardemetal. Zo werden ze beïnvloed door Frank Zappa en Pink Floyd om te gaan experimenteren. In 1991 werd Preece vervangen door John Bray en namen ze hun derde demo op. Daarnaast speelden ze op het eerste Metal for the Brain-festival in Canberra. Ze waren de enige band die op alle edities speelden toen het festival in 2006 ophield te bestaan. In 1992 kwam het nummer "Escapism" terecht op een compilatie van Roadrunner Australië waar ook andere bands als Sadistik Exekution, Allegiance en Shihad opstonden.

### 1992-1996
In 1992 verving Roy Torkington Andrew Meredith in de band. Een jaar later werd hun eerste album, Jar of Kingdom, uitgebracht door het Oostenrijkse label Lethal. Op dit album maakten ze een mix van deathmetal, grindcore en psychedelische muziek. Op twee nummers van dit album zong Michelle Klemke, een vriend van de moeder van Agius. Agius had zijn stem verloren tijdens de opnames. De band was niet tevreden over de geluidskwaliteit van de cd en bracht het album in 1999 opnieuw uit met een nieuwe mix. Ze waren niet tevreden over de ondersteuning die ze van Lethal kregen en verlieten dan ook het label. Ze gingen na het uitbrengen van Jar of Kingdom wel op hun eerste tour.
In 1994 nam Alchemist een promo uit waarmee ze op zoek gingen naar een nieuwe label. Daarnaast begonnen ze ook te werken aan hun volgend album, Lunasphere. Dit werd in 1995 uitgebracht door Shock Records. De stijl werd verder uitgebreid met Oosterse invloeden en keyboards. De band gingen na de release van Lunasphere ook op een lange tour en speelde onder andere met de Britse-Australische band Deathless, Cathedral, Paradise Lost, Fear Factory en op Big Day Out.

### 1996-2000
Eind 1996 begon Alchemist met de opnames van Spiritech. De productie werd na heel wat problemen in handen gegeven van D.W. Norton, gitarist van Superheist. Op het album was er meer elektronica, samples en tribal-invloeden te vinden. 
In 1999 nam de band vervolgens een ep, getiteld Eve of the War. Dit was ook onmiddellijk de titel van het eerste nummer, een cover van het openingsnummer van Jeff Wayne's Musical Version of The War of the Worlds uit 1978. Josh Nixon van Pod People was gastgitarist op dit nummer. Daarnaast stonden er ook nog enkele live-nummers en remixen op deze ep. Dit was ook de laatste uitgave van de band op Shock Records. Daarnaast toerde de band onder andere met Entombed en Pitchshifter.
Eind 1999 kwam een nieuwe Alchemist-nummer "Austral Spectrum" vervolgens terecht op een compilatie van het Australische label Chatterbox Records. Op dit label bracht de band ook het album Organasm uit in Australië. Het album bracht een iets warmer geluid en een iets compactere songwriting. Hierna volgde een tour van drie maanden door Australië.

### 2000-2005
Nadat de band nog op Metal for the Brain had gespeeld in 2000 toerde de band meer dan een jaar niet om aan Austral Alien te kunnen werken. Dit album werd uitgebracht in mei 2003 door Chatterbox. Dit conceptalbum focuste op milieu-problemen in hun land. Ze voegden daarnaast ook een vijfde lid toe aan de band: Nick Wall zorgde voor samples tijdens hun optredens.
Eind 2004 ging Alchemist voor het eerst op tour buiten Australië. Hierdoor werd Metal for the Brain ook later gehouden. Ze wonnen verder voor het eerst ook enkele Australian Heavy Metal Music Awards, onder andere voor de videoclip van "First Contact".

### 2005-2009
In oktober 2005 kwam een compilatie-album, getiteld Embryonics uit. Hierop stond materiaal uit de periode 1990-1998 met nummers van hun eerste drie album, de ep uit 1998 en enkele demo-nummers. De band kondigde ook nog een dvd aan maar die is er nooit gekomen.
In 2007 kwam vervolgens Tripsis uit. Gelijktijdig met de release speelden ze op ProgPower Europe en op een aantal andere plaatsen in Europa. In 2008 speelden ze op Graspop Metal Meeting. Tijdens deze tour werd Nick Wall uit de band gezet. In oktober 2008 toerde Alchemist door Australië met Meshuggah.

### 2010-heden
Sinds 2010 is de band niet meer actief.

## Discografie

### Albums
- Jar of Kingdom (1993)
- Lunasphere (1995)
- Spiritech (1997)
- Organasm (2000)
- Austral Alien (2003)
- Tripsis (2007)

### Ep's
- Eve of the War (1998)